# Adlai Stevenson II
Adlai Ewing Stevenson II (Los Angeles, 5 febbraio 1900 – Londra, 14 luglio 1965) è stato un politico e diplomatico statunitense.
Era membro del Partito Democratico. Nel 1948 fu eletto governatore dell'Illinois. È stato il candidato del suo partito due volte: alle presidenziali del 1952 e a quelle del 1956 ma fu sconfitto entrambe le volte da Eisenhower. È stato rappresentante permanente per gli USA all'ONU nel periodo 1961-1965.

## Educazione e inizio carriera
Adlai Stevenson nacque a Los Angeles il 5 febbraio 1900 da una famiglia di politici. Suo nonno, Adlai Ewing Stevenson I, fu Vice Presidente degli Stati Uniti nel periodo 1893-1897. Suo padre, Lewis Green Stevenson, fu Segretario di Stato dell'Illinois e nel 1928 ebbe una concreta possibilità di essere candidato come vice presidente per il Partito Democratico. Sua madre fu Helen Davis Stevenson. Stevenson crebbe a Bloomington, Illinois. Da bambino, per un malaugurato incidente uccise una compagna di giochi di 16 anni, di nome Ruth Merwin, con un fucile da caccia lasciato accidentalmente carico; questo fatto probabilmente condizionò tutta la sua vita.
Stevenson lasciò Bloomington e frequentò la University High School a Normal, Illinois. Dopo il diploma frequentò la "Choate School" a Wallingford, Connecticut (tra gli alunni famosi della scuola materna ci fu John F. Kennedy). Qui si dedicò allo sport, al teatro ed al giornalismo. Divenne direttore del giornale della scuola dopo esserne stato caporedattore. Nel 1918 entrò in Marina. In seguito frequentò la Princeton University, divenne caporedattore del Daily Princetonian e conseguì il Bachelor of Arts nel 1922. Sotto la spinta del padre frequentò la Scuola di Legge ad Harvard, ma essendo poco interessato alla materia si ritirò al secondo anno.
Tornato a Bloomington lavorò al "Daily Pantagraph", il giornale di famiglia fondato dal nonno materno Jesse Fell. Un anno dopo aver lasciato Harvard conobbe il giudice della Corte Suprema Oliver Wendell Holmes, e parlando con lui riprese interesse per la legge; decise quindi di terminare gli studi alla Northwestern University, ma continuò nei fine settimana a scrivere per il Pantagraph. Si laureò in legge nel 1926 ed ottenne l'abilitazione per l'esercizio della professione nello Stato dell'Illinois lo stesso anno. Venne assunto presso lo studio legale Cutting, Moore & Sidley a Chicago, e divenne una persona popolare nella scena sociale della città.

## Famiglia
Nel 1928 sposò Ellen Borden, dalla quale ebbe tre figli: Borden (1930), Adlai III (1932) e John Fell (1936). Nel settembre del 1949 la coppia annunciò la separazione e divorziò a fine anno. In seguito al divorzio la sorella di Adlai, Buffy, fece le veci di First Lady mentre egli era governatore dell'Illinois.

## 1933-1948
Nel luglio 1933, Stevenson divenne assistente di Jerome Frank nella "Agricultural Adjustment Administration", un ente statale che si occupava di risarcire gli agricoltori che riducevano la produzione in accordo con il "New Deal" del presidente Franklin Delano Roosevelt. Alla fine del proibizionismo, nel 1934, Stevenson divenne legale capo della "Federal Alcohol Control Administration", ente preposto alla regolazione dell'industria dell'alcol.
Nel 1935, Stevenson tornò a fare l'avvocato a Chicago. Si dedicò a diverse attività civiche e divenne Presidente della sezione di Chicago del "Committee to Defend America by Aiding the Allies", un gruppo politico fondato nel 1940 che vedeva nel sostegno alla Gran Bretagna la via per rimanere fuori dal conflitto ancora circoscritto in Europa. Nel 1940 il Colonnello Frank Knox, appena designato Segretario della Marina da Roosevelt, offrì a Stevenson l'incarico di assistente particolare. In questo ruolo Stevenson scrisse discorsi, rappresentò il Segretario Knox e la Marina nelle commissioni, visitò zone di guerra e svolse compiti amministrativi. Dal dicembre del 1943 al gennaio 1944 andò in Sicilia e scrisse un rapporto economico che incontrò molti favori, tanto da fargli ricevere numerose proposte di lavoro. In questo rapporto economico egli presentava la monarchia italiana ed il suo governo come istituzioni prive di autorità e credito, vero e proprio ostacolo dell'evoluzione sociale ed economica della nuova democrazia.
Alla morte di Knox nel 1944, Stevenson si dimise e tornò a Chicago dove cercò di acquistare le partecipazioni di Knox nel Chicago Daily News, ma qualcuno fece un'offerta più alta. Nel 1945 Stevenson accettò un incarico al Dipartimento di Stato, come assistente speciale alla Segreteria di Stato, lavorando con l'Assistente al Segretario di Stato Archibald MacLeish sulla proposta di un'organizzazione mondiale. Nello stesso anno si recò a Londra come Vice Delegato degli Stati Uniti nella commissione preparatoria per la creazione delle Nazioni Unite. Stevenson divenne in seguito il capo della delegazione statunitense e spiccò per il lavoro svolto, soprattutto con i rappresentanti dell'Unione Sovietica.

## 1948: Governatore dell'Illinois
Nel 1947 Louis A. Kohn, un avvocato di Chicago, suggerì a Stevenson di considerare una candidatura politica. Stevenson, che già da qualche anno aveva valutato questa possibilità, si candidò alla carica di governatore e nel novembre 1948 vinse contro il repubblicano Dwight H. Green. Pur essendo in parte di sua proprietà, il Pentagraph non appoggiò la sua campagna. Come governatore riorganizzò la polizia di Stato, combatté il gioco d'azzardo illegale e migliorò le strade statali: divenne popolare come oratore guadagnandosi la reputazione di intellettuale con forte senso dello humour.

## 1952: Elezioni presidenziali
Nel 1952 il presidente Truman propose la sua partecipazione per la nomination alla convention democratica. Come da sua abitudine, Stevenson all'inizio esitò, con la scusa di volersi candidare per un secondo mandato come governatore, ma poi i delegati lo convinsero. Il discorso da lui tenuto a Chicago, alla Convention Democratica Nazionale, a detta dei suoi contemporanei "elettrizzò" la nazione. Il distinto modo di parlare di Stevenson gli diede presto la reputazione di intellettuale, così si accattivò le simpatie di molti statunitensi, ma nel contempo si inimicò quelle di altri. La sua intelligenza venne fatta oggetto di scherno da chi non amava gli intellettuali e fu durante quella campagna che Stewart Alsop, un potente Repubblicano del Connecticut, gli affibbiò il nomignolo di egg-head ("testa d'uovo"), destinato a solida fortuna.
Nelle presidenziali del 1952 contro Dwight D. Eisenhower, Stevenson si assicurò solo 9 Stati e perse per 442 voti contro 89 dei Grandi Elettori. Durante la campagna elettorale un fotografo evidenziò che aveva un buco in una scarpa e questo divenne un simbolo della sua parsimonia. In seguito alla sconfitta, prima di ritornare a praticare la legge, Stevenson viaggiò attraverso l'Asia, il Medio Oriente e l'Europa scrivendo dei suoi viaggi per la rivista Look. Nonostante non avesse un accredito ufficiale da parte del governo statunitense, la sua reputazione gli aprì molte porte di funzionari stranieri.

## 1956: Elezioni presidenziali
Con il rischio di subire un'altra sconfitta da Eisenhower, pochi Democratici cercarono di ottenere la nomination per il 1956. Affrontando il Senatore Estes Kefauver del Tennessee ed il governatore di New York W. Averell Harriman, Stevenson fece una campagna elettorale più aggressiva per assicurarsi la nomination e Kefauver si ritirò dopo aver perso diverse primarie chiave. Con dispiacere di Stevenson, l'ex presidente Truman appoggiò Harriman, ma il colpo fu meno duro per il continuo appoggio datogli dalla ex First Lady Eleanor Roosevelt.
Stevenson ottenne nuovamente la nomination del 1956 a Chicago, fortemente supportato dai delegati più giovani, che stavano formando il movimento "New Politics"; egli diede comunque il suo consenso ai delegati di scegliere Estes Kefauver come candidato alla vicepresidenza, nonostante la forte concorrenza di John F. Kennedy. Stevenson affrontò con vigore la campagna presidenziale, tenendo 300 discorsi e viaggiando per 55.000 miglia. Chiamò l'elettorato a seguirlo verso una nuova America con idee liberali, che anticipavano i programmi delle future amministrazioni Kennedy e Johnson, ma il suo appello a cessare gli esperimenti sotterranei con armi nucleari si dimostrò prematuro e gli fece perdere consenso.
Al contrario del presidente Eisenhower, che soffriva di cuore, l'economia del paese godeva di ottima salute. Stevenson perse ogni speranza quando i medici certificarono la buona salute dell'ex generale e le crisi a Suez ed in Ungheria scoppiarono contemporaneamente: la popolazione pensò che non fosse il caso di cambiare la leadership e Stevenson perse per la seconda volta, ottenendo soltanto 73 voti dei Grandi Elettori. Nonostante le due sconfitte Stevenson sognava una terza nomination. All'inizio del 1957 si dedicò nuovamente all'attività di legale, associandosi con W. Willard Wirtz, William McC. Blair Jr. e Newton N. Minow. Accettò anche una nomina nell'Assemblea Consultiva Democratica, assieme ad altri Democratici di rilievo. Lavorò part-time anche per l'Enciclopedia Britannica.

## 1960-1965
Prima della convention del 1960, Stevenson annunciò che non era interessato alla nomination alla carica presidenziale, ma che avrebbe accettato un altro incarico. Durante la convention, sperando di poter essere ancora candidato, si rifiutò tuttavia di pronunciare un discorso a favore dell'allora nuovo venuto John F. Kennedy, fatto che rese tesi i rapporti tra i due. Ma in seguito alla nomination ottenuta da JFK, Stevenson, che era sempre un oratore molto popolare, lo sostenne attivamente nella campagna presidenziale.
Per l'esperienza accumulata nelle due nomination e nel periodo alle Nazioni Unite, Stevenson pensava a se stesso come ad uno statista di rilievo e riteneva di essere la scelta più logica per la carica di Segretario di Stato. Ma questa non era l'opinione più diffusa nello staff di Kennedy: la prestigiosa carica fu assegnata al poco conosciuto Dean Rusk e Stevenson venne nominato "solo" ambasciatore USA alle Nazioni Unite. In questa carica lavorò duramente per sostenere la politica estera degli Stati Uniti, anche quando personalmente non era in accordo con le scelte di Kennedy.
Il momento più celebre lo ebbe il 25 ottobre 1962, in piena Crisi dei missili di Cuba, quando durante una sessione d'emergenza del Consiglio di Sicurezza incalzò il rappresentante sovietico, Valerian Zorin, chiedendogli se il suo paese stesse installando missili a Cuba e sollecitando una risposta immediata con la famosa frase Don't wait for the translation! ("non aspetti la traduzione!"). Al rifiuto di Zorin di rispondere, Stevenson rincarò, dicendo che avrebbe aspettato una risposta fintanto che l'inferno fosse gelato. Quando finalmente Zorin rispose negando, Stevenson con un colpo teatrale esibì prontamente le fotografie che dimostravano la presenza dei missili.
Un mese prima dell'assassinio di Kennedy, avvenuto il 22 novembre 1963, Stevenson fu aggredito a Dallas da oppositori delle Nazioni Unite: questo fatto contribuì all'idea che a Dallas vi era un'ala di destra ostile a Kennedy. Stevenson morì improvvisamente per un attacco di cuore il pomeriggio del 14 luglio 1965 a Londra.
In seguito alle commemorazioni a Washington, Springfield e Bloomington Stevenson venne seppellito nella tomba di famiglia nell'Evergreen Cemetery a Bloomington (Illinois). Il funerale venne celebrato nella chiesa unitaria di Bloomington e vi parteciparono l'allora Presidente Lyndon Johnson, il Vice Presidente Hubert Humphrey e il Capo della Corte Suprema di Giustizia Earl Warren.